# Nagycsóta
Nagycsóta (1899-ig Nagy-Csausa, szlovákul Veľká Čausa) község Szlovákiában, a Trencséni kerületben, a Privigyei járásban.

## Fekvése
Privigyétől 5 km-re keletre fekszik.

## Története
A falu területén már az újkőkorban emberi település volt.
1358-ban említik először. A privigyei uradalom része volt. 1430-ban „Nagy Chewche” néven szerepel, ettől az évtől a bajmóci uradalom része. 1553-ban 10 portával rendelkezett. Lakói a 16. század és 19. század között az uradalmi majorokban dolgoztak illetve napszámosnak szegődtek el. 1675-ben 28 jobbágy és 7 zsellér háztartása volt. A 17. század végének és a 18. század elejének kuruc harcaiban a lakosság száma csökkent. 1715-ben csak 9 háztartása volt. 1778-ban malom, fűrésztelep, vendéglő, 25 ház állt a településen 274 lakossal.
A 18. század végén Vályi András így ír róla: „Kis Csauza, nagy Csauza, két egy más mellett lévő tót faluk Nyitra Vármegyében, földes Ura Gróf Pálfy Uraság, lakosai katolikusok, fekszik Chrenótznak szomszédságában, mellynek filiája, Bajmócztól egy mértföldnyire, határja mind a’ két falunak közép termékenységű, réttyei jók, mind a’ kétféle fája elegendő, legelője hasonlóképen, malma helyben, piatzozása Prividgyén, de mivel szőlői nintsenek, földgyeinek a’ záporok ártalmasak, harmadik Osztálybéliek.”
1828-ban 42 házában 294-en éltek. Lakói mezőgazdasággal, állattartással foglalkoztak.
Fényes Elek 1851-ben kiadott geográfiai szótárában így ír a faluról: „Csauza (Kis és Nagy), két tót falu, Nyitra vármegyében, Chrenócz fil., az első 372 kath., a második 294 kath. lak. Van jó legelője, sok erdeje; sovány földe. F. u. gr. Pálffy Ferencz. Ut. p. Privigye.”
Borovszky Samu monográfiasorozatának Nyitra vármegyét tárgyaló része szerint: „Nagy-Csaucsa, a handlovai völgyben, Privigyétől keletre fekvő tót község, 322 r. kath. vallásu lakossal. Posta-, táviró- és vasúti állomása Privigye. Földesurai az erdődi Pálffyak voltak. A község 1430-ban már a bajmóczi vár tartozéka volt.”
A trianoni diktátumig Nyitra vármegye Privigyei járásához tartozott.

## Népessége
| Év:            | 1994. | 2004.   | 2014.   | 2024.    |
| -------------- | ----- | ------- | ------- | -------- |
| Emberek száma: | 419   | 440     | 480     | 546      |
| Eltérés:       |       | +5,01 % | +9,09 % | +13,75 % |

| Év:            | 2023. | 2024.   |
| -------------- | ----- | ------- |
| Emberek száma: | 542   | 546     |
| Eltérés:       |       | +0,73 % |

1910-ben 399, túlnyomórészt szlovák anyanyelvű lakosa volt.
2001-ben 402 lakosából 394 szlovák volt.
2011-ben 452 lakosából 386 szlovák volt.
2021-ben 519 lakosából 503 (+2) szlovák, 1 cigány, 7 egyéb és 8 ismeretlen nemzetiségű volt.

## Nevezetességei
- Római katolikus temploma modern épület, 1999-ben épült.

## Külső hivatkozások
- E-obce.sk Archiválva 2008. június 12-i dátummal a Wayback Machine-ben
- Községinfó
- Nagycsóta Szlovákia térképén